# Francis Preserved Leavenworth
Francis Preserved Leavenworth, * 3. september 1858, Mount Vernon, Indiana, ZDA, † 12. november 1928.

## Življenje in delo
Leavenworth je diplomiral leta 1880 na Univerzi Indiane v Bloomingtonu. Na univerzi je spoznal Kirkwooda. Na Observatoriju Cincinnati, najstarejšem profesionalnem observatoriju v ZDA, je postal učenec Stonea. Univerza Virginije v Charlottesvilleu je v tem času dobila sredstva za izgradnjo novega observatorija v Charlottesvilleu. Stone je postal prvi predstojnik McCormickovega observatorija, kjer so namestili 26 palčni (660 mm) Clarkov daljnogled. Na Stoneovo povabilo je Leavenworth tu leta 1881 postal pomočnik. Na tem mestu je bil do  leta 1887.
11. oktobra 1883 se je poročil z Jenni Campbell. Imela sta tri otroke.
Leta 1887 je Leavenworth postal predstojnik Observatorija haverfordskega kolidža v Pensilvaniji, kjer so leta 1883 namestili 10 palčni (254 mm) Clarkov daljnogled. Leta 1888 je Leavenworth na Univerzi Indiane končal magisterij. Po petih letih dela na observatoriju je postal profesor astronomije na Univerzi Minnesote in predstojnik novega observatorija z novim 10½ palčnim (267 mm) refraktorjem. Tu je ostal do leta 1927. Tedaj je postal častni profesor univerze.
Največ je deloval na področju pozicijske astronomije. Izmeril je lege mnogih kometov.

## Odkritja
Skupaj z Mullerjem in N. M. Parrishem je opazoval s 26¼ palčnim (667 mm) Clarkovim refraktorjem, ki so ga namestili leta 1885.
Na McCormickovem observatoriju je odkril 250 teles, večinoma galaksij, iz Novega splošnega kataloga in 3 iz Indeksnega kataloga.
- NGC 102, 1886
- NGC 106, 1886
- NGC 111, 1886
- NGC 135, 1886
- NGC 166, 1886
- NGC 167, 1886
- NGC 179, 1886
- NGC 209, 1886
- NGC 230, 1886
- NGC 232, 1886
- NGC 235A, 1886
- NGC 239, 1886
- NGC 263, 1886
- NGC 283, 1886
- NGC 284, 1886
- NGC 285, 1886
- NGC 286, 1886
- NGC 303, 1886
- NGC 320, 1886
- NGC 331, 1886
- NGC 335, 1886
- NGC 336, 1886
- NGC 369, 1886
- NGC 377, 1886
- NGC 412, 1886
- NGC 413, 1886
- NGC 417, 1886
- NGC 478, 1886
- NGC 480, 1886
- NGC 487, 1886
- NGC 539, 1886
- NGC 540, 1886
- NGC 567, 1886
- NGC 583, 1886
- NGC 594, 1886
- NGC 1234, 1886